# Jebsheim
Jebsheim es una comuna francesa situada en el departamento de Alto Rin, en el territorio de la Colectividad Europea de Alsacia, en la región de Gran Este. 

## Demografía
| 875 | 884 | 996 | 1 197 | 1 227 | 1 266 | 1 256 | 1 317 | 1 209 | 1 194 | 1 180 | 1 119 | 1 099 | 1 094 | 1 104 | 1 017 | 941 | 876 | 859 | 848 | 755 | 748 | 744 | 734 | 613 | 655 | 692 | 740 | 917 | 871 | 918 | 1 013 | 1 052 | 1 092 | 1 385 |
| Para los censos de 1962 a 1999 la población legal corresponde a la población sin duplicidades (Fuente: INSEE [Consultar]) |     |     |       |       |       |       |       |       |       |       |       |       |       |       |       |     |     |     |     |     |     |     |     |     |     |     |     |     |     |     |       |       |       |       |